# Ibenga
Ibenga eller Libenga är en 325 km lång flod i Kongo-Brazzaville, ett biflöde till Oubangui. Den rinner genom departementet Likouala, i den nordöstra delen av landet, 800 km norr om huvudstaden Brazzaville. Floden och dess omgivningar utgör ett Ramsarområde.